# 井伊直定
井伊 直定（いい なおさだ）は、江戸時代中期の大名。近江彦根新田藩初代藩主、のち近江彦根藩第10代および第12代藩主。

## 生涯
元禄15年（1702年）2月13日、第4代藩主井伊直興の十四男として彦根で生まれた。母は平石氏。早世が多い直興の息子のうちでは最も長命であった。正徳3年（1713年）に従五位下因幡守を叙任され、彦根新田藩1万石を分知された。しかし享保19年（1734年）、異母兄の直惟の要請により養子となり、新田藩を本家に還付し、享保20年（1735年）に直惟の隠居と共に正式に彦根藩を継いだ。
質素倹約を旨とし、奏者番を務めていたことから率先して規律を守り実践していた。江戸城中でも握り飯の弁当を持参していた。
兄達に似て病弱であったため隠居を決めたが、実子の直賢がまだ幼若であり、宝暦4年（1754年）6月19日に甥で兄の直惟の子の直禔を養子として継がせたが、彦根に下ろうとしたところ直禔が急逝し、他家からの養子は幕府より許可が下りず、やむなく病身を押して同年8月29日に再勤となった。
再び宝暦5年（1755年）、直禔の弟の直幸を養子として隠居、宝暦10年（1760年）に死去した。享年61。法名は天祥院殿泰山定公大居士。遺骸は彦根の清涼寺に葬られた。

## エピソード
酔った家臣を望遠鏡で見つけ、傍にいた家臣にも見せたが、誰もが告げ口を避けるために酔った家臣の名を明かさず、景色を褒めるばかりであった。ただ一人だけ、得意げに酔った家臣の名前を報告した者がいたが、直定は後で「（報告した家臣は）余の傍に置く人材ではないな」と不快を示した。自身の立身出世のために同僚を売るような行為を卑しんだとされる。

## 系譜
- 父：井伊直該
- 母：堀部氏
- 養父：井伊直惟
- 正室：井伊直存の娘
- 室：京都の住人
  - 長男：井伊直賢
- 室：宮崎氏
  - 次男：井伊直峯
- 室：江戸の住人
  - 女子：三条季晴室